# Amt Bokhorst

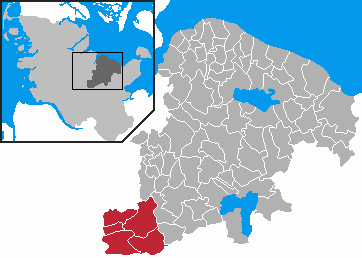
Lage des ehem. Amtes Bokhorst im Kreis Plön

Das Amt Bokhorst war ein Amt im Südwesten des Kreises Plön in Schleswig-Holstein.
Das Amt hatte seinen Verwaltungssitz in der Gemeinde Schillsdorf, eine Fläche von 85 km² und 4600 Einwohner in den fünf Gemeinden Bönebüttel, Großharrie, Rendswühren, Schillsdorf und Tasdorf.
Seit dem 1. Januar 2008 bilden die Gemeinden des Amtes Bokhorst mit den Gemeinden des Amtes Wankendorf das Amt Bokhorst-Wankendorf.